# Fehérszárnyú lápiposzáta
A fehérszárnyú lápiposzáta (Poodytes albolimbatus) a verébalakúak (Passeriformes) rendjébe, ezen belül a tücsökmadárfélék (Locustellidae) családjába és a Megalurus nembe tartozó faj. 14-15 centiméter hosszú. Délközép-Új-Guinea édesvizű tavai környékén és mocsaras területein él. Apró gerinctelenekkel táplálkozik. Májustól novemberig költ. Életterületének csökkenése miatt sebezhető.

## Fordítás
- Ez a szócikk részben vagy egészben  a   Fly River grassbird című angol Wikipédia-szócikk fordításán alapul.  Az eredeti cikk szerkesztőit annak laptörténete sorolja fel. Ez a jelzés csupán a megfogalmazás eredetét és a szerzői jogokat jelzi, nem szolgál a cikkben szereplő információk forrásmegjelöléseként.